# Zeměpisné souřadnice

Zeměpisná šířka (φ) a délka (λ)

Zeměpisné souřadnice (koordináty) se používají k určení polohy na povrchu Země. Nejčastěji se používají tři údaje: zeměpisná šířka a zeměpisná délka udávané ve stupních a nadmořská výška v metrech nad mořem.

## Jednotlivé souřadnice
Zeměpisná šířka udává, na jaké rovnoběžce se dané místo nachází a tedy jaká je jeho úhlová vzdálenost od rovníku. Zeměpisná šířka se pohybuje mezi 0° (rovník) a 90° (zemské póly) a rozlišuje se severní a jižní podle severní a jižní polokoule. Zápis souřadnice pak vypadá např. 50.0764133N (N - North, označuje severní polokouli. S - South pro jižní polokouli) nebo N 50°4.5848', případně 50°4'35.088"N. V češtině se původně používaly zkratky pro severní šířku (s. š.) nebo jižní šířku (j. š.). Někdy se místo zkratek využívá kladná hodnota pro hodnoty severní šířky a záporná hodnota pro hodnoty jižní šířky. 
Zeměpisná délka udává, na jakém poledníku se místo nachází, tedy jaká je jeho úhlová vzdálenost od základního poledníku. Zeměpisná délka se pohybuje mezi 0° (nultý poledník procházející Greenwichem) a 180° (protilehlý poledník, kterým prochází datová hranice). Rozlišuje se východní a západní podle východní a západní polokoule. Zápis souřadnice pak vypadá např. 14.4233839E (E - East, označuje východní polokouli. W - West pro západní polokouli) nebo E 14°25.40303', případně 14°25'24.182"E. V češtině se původně používaly zkratky pro východní délku (v. d.) nebo západní délku (z. d.). Někdy se místo zkratek využívá kladná hodnota pro hodnoty východní délky a záporná hodnota pro hodnoty západní délky.
Nadmořská výška udává svislou vzdálenost od střední hladiny moře. Ta je teoreticky stanovena jako nulová výška nad zemským povrchem. Udává se v metrech nad mořem (m n. m.) nebo metrech pod hladinou moře, případně, např. v letectví, ve stopách. 
Obvykle se souřadnice uvádějí v pořadí zeměpisná šířka – zeměpisná délka. Tradičně se označují řeckými písmeny φ (zeměpisná šířka) a λ (zeměpisná délka). Někdy se označují latinskými písmeny x, y nebo X, Y – pak se souřadnice uvádějí zpravidla v opačném pořadí: nejprve zeměpisná délka (x) a pak teprve zeměpisná šířka (y). 

## Jednoznačné určení polohy
Pro jednoznačné určení polohy na povrchu Země není nadmořská výška nutná, například pro nalezení místa v mapě nebo na glóbusu postačí zeměpisná šířka a délka. Třetí souřadnici nahradí údaj o tom, že se místo nachází na zemském povrchu. Nadmořskou výšku však ze zbývajících dvou souřadnic nelze zjistit přímo (vypočítat), ale lze ji odečíst z map, které jsou výsledkem mapování terénu dané oblasti.
Zeměpisné souřadnice jsou v podstatě sférické souřadnice s počátkem ve středu Země. Zeměpisná šířka a délka určují polohový vektor, směr od počátku souřadnic, ve kterém se dané místo nachází (na zemském povrchu). Třetí sférickou souřadnicí by byla vzdálenost daného místa od počátku souřadnic, tedy poloměr Země v daném místě neboli vzdálenost od středu Země. Z praktických důvodů je však místo toho měřena od mezinárodně určené „nulové“ výšky na povrchu Země.

## Zjišťování souřadnic
Souřadnice lze zjistit odečtením z mapy (či podle jiného referenčního bodu) nebo je změřit v daném místě v terénu. Od roku 2000, kdy byl americký vojenský systém GPS uvolněn pro civilní využití, se zeměpisné souřadnice nejčastěji měří zařízením pro příjem a zpracování signálu z družicového polohového systému. Předtím se používala astronavigace, tedy zjišťování polohy nebeských těles pomocí sextantu a výpočet souřadnic za pomocí astronomických tabulek a hodinek určujících přesný (greenwichský) čas.

## Alternativní zeměpisné souřadnice
Kromě běžných zeměpisných souřadnic se pro určení zeměpisné polohy na povrchu Země používají i jiné systémy. Příkladem je Mercatorův systém souřadnic (UTM), který dělí zemský povrch soustavou pravidelných mřížek. Z tohoto  systému je odvozený Vojenský mřížkový referenční systém (MGRS) užívaný v Severoatlantické alianci (NATO).

## Planetografické souřadnice
Na mimozemských tělesech se používají planetografické souřadnice (např. selenografické souřadnice na Měsíci, jovigrafické na Jupiteru nebo heliografické na Slunci).